# Chloeia bistriata
Chloeia bistriata är en ringmaskart som beskrevs av Grube 1868. Chloeia bistriata ingår i släktet Chloeia och familjen Amphinomidae. Inga underarter finns listade i Catalogue of Life.